# Geschichte der Gewerkschaften in Polen
Die Geschichte polnischer Gewerkschaften reicht bis ins Jahr 1869.

## Die ersten hundertzwanzig Jahre 1869 bis 1989
Wie in allen mitteleuropäischen Ländern gab es in Polen seit dem Ende des 19. Jahrhunderts aktive Gewerkschaften, besonders in den damaligen preußischen und habsburgischen Teilungsgebieten. 1869 entstand die erste Fachgewerkschaft der Maschinenbauer und Metallarbeiter in Bromberg. 1889 wurde die erste allgemeine „Gewerkschaft der gegenseitigen Hilfe“ (Związek Wzajemnej Pomocy) im schlesischen Bytom gegründet. Einige der historischen Gewerkschaften lavierten sich durch alle Systemwechsel, wie die heute größte Einzelgewerkschaft des Landes, der 1905 gegründete Lehrkräfteverband Związek Nauczycielstwa Polskiego. Um 1906 bestanden bereits über 2000 Gewerkschaften in etwa 30 Zentralverbänden. Meist war die Gewerkschaftsbewegung weltanschaulich zersplittert.
Nach dem deutschen Überfall auf Polen am 1. September 1939 wurden alle gesellschaftspolitischen Organisationen, also auch die Gewerkschaften, von den deutschen Besatzern verboten. Viele Aktivisten wurden in Konzentrationslager verschleppt und ermordet, andere starben im Widerstand.
Nach 1945 schaltete das kommunistische System alle wiedergegründeten Gewerkschaften gleich. Die Betriebsstättengewerkschaft wurde das konstitutive Grundelement der Gewerkschaftsorganisationen, auch um Solidarisierung in Kombinaten und Regionen zu verhindern. Damit wurde versucht, sie zu einem Instrument der „Polnischen Vereinigten Arbeiterpartei“ (PZPR) zu machen.
Dagegen regte sich wiederholt heftiger Widerstand der Werktätigen in den industriellen Zentren, so in Posen 1956, an der Ostseeküste 1970, in Radom und Ursus im Juni 1976 sowie an der Leninwerft in Danzig 1980. Die im September 1980 daraus resultierende Gründung der „Unabhängigen, selbstverwalteten Gewerkschaft Solidarität“ (NSZZ Solidarność) auch als politische Massenorganisation mit bis zu zehn Millionen Mitgliedern führte im Herbst 1980 zur Selbstauflösung des parteiabhängigen „Zentralrats der Gewerkschaften“ (Centralna Rada Związków Zawodowych – CRZZ).
Während des Kriegsrechts vom 13. Dezember 1981 bis Juli 1983 wurde die Solidarność verboten und der kontrollierte Neuaufbau staatsabhängiger Gewerkschaften eingeleitet. Aus den Betrieben heraus wurden Branchengewerkschaften geschaffen, zu deren Koordinierung 1984 ein „Gesamtpolnischer Gewerkschaftsverband“ (Ogólnopolskie Porozumienie Związków Zawodowych) als Dachorganisation eingerichtet wurde. Ihm wurde das gesamte Gewerkschaftsvermögen nicht nur des ehemaligen CRZZ, sondern auch der verbotenen Solidarność übertragen.

## Entwicklung der Gewerkschaften und der Mitgliedschaft nach 1989
Der OPZZ blieb nach der Wende von 1989 der stärkste Gewerkschaftsbund, verzeichnete aber wie alle anderen Gewerkschaften einen dramatischen Rückgang der Mitgliederzahl. Waren Mitte der 90er Jahre noch 4,5 Millionen Menschen beim OPZZ organisiert, so sank die Mitgliederzahl im Jahr 2001 auf weniger als zwei Millionen und wird 2007 auf 750.000 geschätzt. Vom OPZZ spaltete sich Anfang 2002 der neue Gewerkschaftsbund Forum Związków Zawodowych (FZZ) ab, der 420.000 Mitglieder überwiegend in öffentlichen Diensten, den Kommunalverwaltungen, bei der Eisenbahn und in Staatsbetrieben organisiert.
NSZZ Solidarność hatte im Herbst 1981 zehn Millionen Mitglieder. Sie konnte nach ihrer erneuten Legalisierung im April 1989 nicht ihre ursprüngliche Bedeutung und Mitgliederzahl wiedergewinnen.
Wurden 2001 noch etwa 1,1 Millionen gezählt, waren es im Dezember 2005 nur noch 721.856 Mitglieder. Dabei gibt es drastische Unterschiede zwischen den öffentlichen Unternehmen und Diensten, wo 28 % der Beschäftigten organisiert sind, und dem Privatsektor, in dem nur noch 3 % organisiert sind. Von 1982 bis 2005 ist der gewerkschaftliche Organisationsgrad also von etwa 80 % auf unter 14 % gefallen. Dieser geradezu dramatische Rückgang hat dazu geführt, dass Polen eines der Länder in der EU mit dem geringsten gewerkschaftlichen Organisationsgrad ist. Die Mehrheit der Gewerkschaftsmitglieder (51,7 %) sind Frauen: besonders im Erziehungsbereich, im Gesundheitswesen und im öffentlichen Dienst. Auch 35 % der Mitglieder der Bergbaugewerkschaften sind Frauen. Von den unter 25-jährigen Beschäftigten sind gerade einmal 2,4 % Mitglied von Gewerkschaften.
Für die rasante Abwärtsentwicklung sind im Wesentlichen folgende Gründe zu nennen:
- Massive Schrumpfung der traditionellen Branchen und Bereiche.
- In privatisierten Betrieben mit über 250 Beschäftigten bestehen in den meisten Fällen Gewerkschaften fort, in den mittleren Betrieben in etwa einem Drittel. In Kleinbetrieben sind praktisch keine Gewerkschafter präsent.
- Privatwirtschaftliche Neugründungen: in den großen Unternehmen sind nur 5 % der Betriebe mit polnischem und 33 % der Betriebe mit ausländischem Kapital gewerkschaftlich organisiert, in den mittleren und kleinen Betrieben gibt es so gut wie keine Gewerkschaften.
- Technologie-orientierte Unternehmen etwa im IT-Bereich sind mit ihren jungen, häufig akademisch gebildeten Belegschaften eher gewerkschaftsfern.
- Wegen der hohen Arbeitslosigkeit, die in bestimmten Regionen 30 % und im Landesdurchschnitt 13 % (Stand: Mai 2007) erreicht, haben viele Arbeitnehmer Angst, den Weg in eine gewerkschaftliche Organisation zu wagen.

## Die Rolle der Gewerkschaften in der polnischen Politik nach dem Systemwechsel
Solidarność war von Anbeginn zugleich Gewerkschaft und politische Bewegung. Aus diesem Milieu heraus wurden laufend politische Gruppierungen und Parteien gegründet. Insgesamt 23 Parteien sahen ihre Wurzeln und ihr Führungspersonal der Solidarność verbunden, darunter auch die heutige größte Regierungspartei „Recht und Gerechtigkeit“ (PiS) und die größte Oppositionspartei „Platforma Obywatelska“ (PO). Obwohl die früher engen Verbindungen zwischen den politischen Parteien und den Gewerkschaften sich nach 2000 abschwächten, halten sich die früh sichtbaren Beziehungslinien weiterhin. Die Solidarność sympathisiert mit den konservativen Parteien der nationalen, katholischen Rechten, der OPZZ tendiert traditionell zu Bündnissen mit der postkommunistischen Linken.
Die Landesgewerkschaften waren über die ganze Transformationsperiode hinweg hoch politisiert. Der erste Solidarność-Vorsitzende Lech Wałęsa wurde 1990 zum Staatspräsidenten gewählt, und auch viele andere Gewerkschafter besetzten Regierungsämter, Parlamentssitze und Vorstände großer staatlicher Gesellschaften. Damit sicherte sich Solidarność großen Einfluss, aber sie verlor den größten Teil ihrer Leitungskader an die Politik. Dies schwächte ihre gewerkschaftliche Kompetenz und entfernte sie von ihren Mitgliedern.
Bei den Parlamentswahlen 1997 trat das um die Solidarność gruppierte Wahlbündnis AWS an, das aus Solidarność, 20 Mini-Parteien und 16 weiteren Gruppierungen bestand. Die AWS wurde mit knapp 34 % der gültigen Stimmen die bei weitem größte Partei und errang so 201 Sitze im Sejm (von 460) sowie 51 Mandate im Senat (von 100), womit man in der zweiten polnischen Kammer die absolute Mehrheit hatte. Die Gewerkschaft stellte mit Jerzy Buzek den Premier und die Mehrheit der von der AWS besetzten Ministerposten. Der Gewerkschaftsvorsitzende Marian Krzaklewski (Februar 1991 bis September 2002) war zugleich Vorsitzender des AWS und seiner Fraktion im Sejm. Seine wichtigsten Mitarbeiter kamen aus der Landeskommission der Gewerkschaft und nahmen an Verhandlungen auch in den Fällen teil, wo sie über kein Parlamentsmandat verfügten. Der Gewerkschafts-, Partei- und Fraktionsvorsitzende Krzaklewski und die Mitglieder der Landeskommission von Solidarność bildeten so ein außerparlamentarisches Einflusszentrum.
Die „Gewerkschaftsherrschaft“ endete 2001. Durch innere Streitereien und Korruptionsvorwürfe geschwächt schaffte die AWS bei den Sejm-Wahlen 2001 nicht die für Wahlkoalitionen geforderte Hürde von 8 % und war seitdem mit keinem eigenen Abgeordneten im Parlament vertreten. Es regierte nunmehr ein Linksbündnis unter Führung des „Bundes der demokratischen Linken“ (SLD) mit einem hohen Anteil von OPZZ-Kadern als Parlamentsabgeordneten. 2005 löste die Solidarność-nahe Partei „Recht und Gerechtigkeit“ (PiS) mit ihren Partnern das OPZZ-nahe Linksbündnis ab, dem aber auch nach 2005 weiterhin sieben Abgeordnete aus dem OPZZ angehören.
Die mit der Reformpolitik der neunziger Jahre verbundene Verarmung bestimmter Bevölkerungsteile, Entlassungen und steigende Arbeitslosigkeit wurden nicht nur der Regierung, sondern auch der Gewerkschaft zugeschrieben. Die Erfahrungen des direkten Engagements in der polnischen Politik waren also durchaus negativ. Durch ihr Mitregieren haben die Gewerkschaften viel an Ansehen und Unterstützung einbüßen müssen. Trotzdem glaubt bis heute ein großer Teil der Funktionäre und Mitglieder, dass sich nur mit eigenen Leuten in der Politik etwas zu ihren Gunsten bewegen lasse. Die Partei PiS wird von der Gewerkschaft Solidarność offen favorisiert. Im Wahlkampf zu den Präsidentschaftswahlen 2005 rief die Solidarność die Bevölkerung intensiv dazu auf, für den PiS-Kandidaten Lech Kaczyński zu stimmen. In der gewerkschaftlichen Wochenzeitschrift „Tygodnik Solidarność“ wird die Politik der PiS unterstützt, die von 2005 bis 2007 in Koalition mit der Bauernpartei Samoobrona (Selbstverteidigung) und der Liga Polnischer Familien (LPR) regierte.
Auch das sich betont überparteilich gebende FZZ wäre fast in eine Parteibindung gerutscht. Im Juni 2005 entschied der Hauptvorstand der FZZ, ein Abkommen mit der populistischen Samoobrona zu unterzeichnen. Das Dokument wurde aber bereits im August 2005 durch das FZZ gekündigt, weil Samoobrona dem Gewerkschaftsbund nicht die vereinbarten Listenplätze für die Parlamentswahl zur Verfügung stellte.

## Zur aktuellen Situation der polnischen Gewerkschaften
Polens Gewerkschaftslandschaft ist von den drei nationalen Dachverbänden, vielen autonomen Organisationen auf regionaler Ebene (z. B. „Sierpień 80“ und Solidarność 80) sowie ungebundenen Gewerkschaften in einzelnen Betrieben geprägt. Alle polnischen Gewerkschaftsbünde erkennen die soziale Marktwirtschaft, die parlamentarische Demokratie und die europäische Einigung an.
Alle Gewerkschaften, auch NSZZ Solidarność, brachten ihre gewohnten alten Strukturen in die neuen Funktionen und Aufgaben in die Transformationszeit nach 1989 ein. Trotz zahlreicher Reformversuche leiden bis heute alle Dachverbände und Branchenorganisationen unter diesen Strukturen, die den aktuellen Herausforderungen nicht gerecht werden, sich aber so verfestigt haben, dass mittelfristig durchgreifende Änderungen kaum realisierbar sind. Strukturreform wurde zu einer Zauberformel, die auf allen Kongressen und in den programmatischen Dokumenten in vielfältigen Variationen auftritt, aus der jedoch in der Praxis keine größeren Veränderungen resultieren. Obwohl sie für politische Reformen einstehen, sind sie bezüglich ihrer eigenen Organisationsstrukturen und Finanzen konservativ und reformresistent. Die Branchenorganisationen reflektieren vielfach die polnischen staatswirtschaftlichen Strukturen der frühen achtziger Jahre, aber nicht die Realitäten der heutigen globalisierten Marktwirtschaft. Die Regionalstrukturen folgen häufig ebenfalls nicht den inzwischen erfolgten staatlichen Gebietsreformen.
NSZZ „Solidarność“, gegründet 1980 und 1989, besteht aus 37 Regionen und 16 Branchengewerkschaften. Der 1984 gegründete OPZZ mit heute etwa 90 Fachgewerkschaften in 12 Branchen sowie 16 regionalen Woiwodschaftsräten hat Jan Guz seit Mai 2004 zum Vorsitzenden. Das 2002 gegründete FZZ Forum mit 77 Fachgewerkschaften in 8 Branchen wird von Tadeusz Chwałka geführt.
Die katholische Kirche und die Verehrung des Papstes prägen besonders die Arbeit der NSZZ Solidarność. Auf dem 20. Nationalkongress der Solidarność im Sommer 2006 wurde typischerweise ein langer Aufruf zum Gedenken an Papst Johannes Paul II. verabschiedet. Während des ersten Besuchs von Papst Benedikt XVI. wurden landesweit laufende Streikaktionen von Mitarbeitern des Gesundheitswesens und in anderen Branchen unterbrochen, um den hohen Besuch nicht zu stören und den Solidarność-Mitgliedern die Teilnahme an den Papstmessen zu ermöglichen.
NSZZ Solidarność, OPZZ und FZZ haben zusammen etwa 1,9 Millionen Mitglieder. In den kleineren ungebundenen Gewerkschaften sollen weitere 300.000 Personen Mitglied sein. Nur selten werden Statistiken erhoben, was wegen der starken Zersplitterung und unzureichenden Vernetzung ohnehin äußerst schwierig ist.
Die Basisgewerkschaften sind überwiegend „Betriebsstätten-Sozialvereine“ oder gar „Funktionsgruppen“ jeweils für Verwaltung, Verkauf, Logistik, Meister, Techniker etc. Teilweise agieren diese „Betriebsstätten-Sozialvereine“ nur in ihrem engsten Abteilungsbereich und wissen wenig über die Gewerkschaftsarbeit an anderen Standorten des Unternehmens. Unternehmens- und Konzernarbeit in Netzwerken der Gewerkschaften findet nur in Einzelfällen und dann mit ausländischer, häufig deutscher Unterstützung statt.
Hoch ist der Organisationsgrad noch im Bergbau, im Hüttenwesen und im Bildungssektor. Alle staatlichen Zechen sind gewerkschaftlich organisiert. Neben den beiden großen Bergarbeitergewerkschaften von Solidarność und OPZZ gibt es Interessenvertretungen einzelner Berufsgruppen und eine Reihe weiterer kleiner Organisationen. Der Organisationsgrad liegt je nach Bergwerk zwischen 70 % und 90 %. In 97 % der Betriebe des Landes gibt es aber keine Gewerkschaften, besonders nicht in kleineren und mittleren Unternehmen (KMU). In dem Betriebssegment hingegen, in dem überhaupt Arbeitnehmerorganisationen bestehen, gibt es über 23.000 Gewerkschaften mit eigener Rechtspersönlichkeit und über 300 überbetriebliche Organisationen, die auch als nationale Gewerkschaftsbünde gelten wollen. Alle sind ordnungsgemäß bei den Gerichten registriert. Individuelle Mitgliedschaften bei Branchengewerkschaften oder Landesbünden existieren nicht.
Die Zersplitterung ist einem Gesetz geschuldet, das für die Gründung von Arbeitnehmer-Organisationen nur geringe numerische Grenzen setzt. Es reichen 10 Beschäftigte aus, um ein Gewerkschaftsgründungskomitee eintragen zu lassen. Unternehmen mit mehr als fünf bis über einem Dutzend Gewerkschaften sind keine Seltenheit. Den Rekord der Splittergruppen hat ein Betrieb mit 210 Mitarbeitern und 17 Gewerkschaften. Innerhalb mancher Betriebe kooperieren die Gewerkschaften. Es gibt aber auch Fälle, wo sie zerstritten sind und hinter dem Rücken der konkurrierenden Gewerkschaften mit dem Arbeitgeber Tarifverträge abschließen. Viele Betriebsgewerkschaften bei Solidarność gehören auch keiner Branchen- oder Fachgewerkschaft an, sondern nur dem Landesbund.
Generell sind Gewerkschaften, wenn es sie denn gibt, am stärksten auf der Betriebsebene, wo die Mitgliedsbeiträge erhoben und größtenteils auch ausgegeben werden. Die Finanzen werden bei Solidarność am transparentesten geführt. Die Mitgliedsbeiträge werden wie folgt verteilt: 60 % behält die Betriebskommission, 25 % der Regionalvorstand, 8 % die Nationale Kommission (Dachverband), 5 % die Streikkasse und 2 % das Branchensekretariat. OPZZ und FZZ Forum haben größere Probleme mit der Finanzierung ihrer Tätigkeit. In beiden Fällen werden die Beiträge in Höhe von 7 Cent pro Mitglied und Monat an die Zentralen abgeführt. Dies ist viel zu wenig, um die Arbeit der Dachverbände auf inhaltlich hohem Niveau zu unterhalten. In den letzten Jahren waren besonders Solidarność und OPZZ gezwungen, kräftig einzusparen durch Büroschließungen und Personalabbau. Von den beiden genannten Gewerkschaften scheint OPZZ in einer materiell besseren Lage zu sein, weil er den größten Teil des Altgewerkschaftsvermögens (innerstädtische Immobilien, Sanatorien und Erholungsheime) übernommen hatte und sich jahrelang hauptsächlich mit Einnahmen aus Vermietung und Verpachtung unterhalten konnte. Ähnliche Finanzierungsquellen haben einige Branchengewerkschaften von OPZZ und Forum, die über eigenes Vermögen verfügen. Bis jetzt hielt sich die Zusammenarbeit der Gewerkschaften mit Organisationen der Zivilgesellschaft in Grenzen. Die konservativen Gewerkschaften sind generell vorsichtig bis misstrauisch gegenüber Verbraucher- und Umweltschutzorganisationen, die andere Ziele verfolgen und manchmal widersprüchliche Interessen vertreten.
Auch polnische Gewerkschaften sind häufig unfähig, auf neue Herausforderungen rechtzeitig zu reagieren. Andere Nichtregierungsorganisationen kommen ihnen regelmäßig zuvor. Manche Themen des heutigen Arbeitsmarkts, wie Genderfragen, Mobbing, Interessenschutz der durch die großen Handelsketten geschädigten Arbeitnehmer, Zeitarbeit, Leiharbeit sind zunächst dank der Zivilgesellschaft, der Medien sowie ad hoc entstandener gesellschaftspolitischer Vereinigungen zu Themen der öffentlichen Debatte geworden, oftmals bei weitgehender anfänglicher Zurückhaltung seitens der Gewerkschaften.
Arbeitnehmerräte wurden erst mit Gesetz vom 7. April 2006 eingeführt. Damit wird die Direktive der Europäischen Union über Informations- und Konsultationsrechte der Arbeitnehmer vom 11. März 2002 umgesetzt. Die Arbeitnehmerräte haben aber keine Mitbestimmungsrechte auf Entscheidungen der Unternehmensleitungen. Wo es keine Gewerkschaften gibt, können die Arbeitnehmerräte eine Vorstufe für die Gründung einer Gewerkschaftsorganisation sein.

## Die internationalen Bindungen der polnischen Gewerkschaften
Die NSZZ Solidarność gehörte seit 1986 zum Internationalen Bund Freier Gewerkschaften in Brüssel (IBFG, seit November 2006 IGB) und zum Weltverband der Arbeitnehmer (WVA, seit November 2006 zum IGB fusioniert), seit 1995 zum Europäischen Gewerkschaftsbund (EGB) und seit 1997 zum Trade Union Advisory Committee der „Organisation for Economic Co-operation and Development“ (TUAC/OECD). Die Branchengewerkschaften von NSZZ Solidarność gehören in der Regel den Branchensekretariaten des EGB an.
Der OPZZ gehörte von 1984 bis 1991 zum kommunistischen Weltgewerkschaftsbund (WGB) in Prag und hatte dort von 1991 bis 1997 nur noch Beobachterstatus. Im März 2006 trat er dem Europäischen Gewerkschaftsbund bei, nachdem er mit Solidarność einen Jahre währenden Streit um Immobilienvermögen klären konnte. Die größte Gewerkschaft des Landes, das OPZZ-Mitglied ZNP, gehörte den Lehrkräfteföderationen sowohl des IBFG wie auch des WVA an. Viele andere Branchengewerkschaften von OPZZ gehören ebenfalls seit langem den Branchenstrukturen des EGB und des IGB an. Dazu gehören Drucker, die Baubranche, die Forst- und Landwirtschaft, Bergbau, Chemie und Energie.
Das FZZ war seit September 2003 Mitglied in der Europäischen Konföderation Unabhängiger Gewerkschaften (Beamtenbund CESI). Sie wurde ausgeschlossen, da sie ihre Mitgliedsbeiträge nicht mehr entrichtete.
Die Basisgewerkschaft Inicjatywa Pracownicza (IP) ist Mitglied der Internationalen Konföderation der Arbeiter*innen (IKA).

## Dokumentarfilme
- Die polnische Basisgewerkschaft IP. Labournet.tv 2018, 11 Minuten (online verfügbar).
- Die Frauen der Solidarność. Marta Dzido und Piotr Śliwowski 2012, 104 Minuten (online verfügbar).